# Walter Coppins
William Walter "Wally" Coppins (1902, data de morte desconhecida) foi um ciclista australiano que competiu nos Jogos Olímpicos de Verão de 1924 representando a Austrália.